# Clementon
Clementon és una població dels Estats Units a l'estat de Nova Jersey. Segons el cens del 2006 tenia 4.986 habitants.

## Demografia
Segons el cens del 2000, Clementon tenia 4.986 habitants, 1.978 habitatges, i 1.246 famílies. La densitat de població era de 1.018,6 habitants/km².
Dels 1.978 habitatges en un 30,3% hi vivien nens de menys de 18 anys, en un 40,8% hi vivien parelles casades, en un 15,4% dones solteres, i en un 37% no eren unitats familiars. En el 29,5% dels habitatges hi vivien persones soles el 9,9% de les quals corresponia a persones de 65 anys o més que vivien soles. El nombre mitjà de persones vivint en cada habitatge era de 2,52 i el nombre mitjà de persones que vivien en cada família era de 3,13.
Per edats la població es repartia de la següent manera: un 24,7% tenia menys de 18 anys, un 8,6% entre 18 i 24, un 33,5% entre 25 i 44, un 22,1% de 45 a 60 i un 11,1% 65 anys o més.
L'edat mediana era de 35 anys. Per cada 100 dones de 18 o més anys hi havia 90,5 homes.
La renda mediana per habitatge era de 42.207 $ i la renda mediana per família de 50.963 $. Els homes tenien una renda mediana de 33.879 $ mentre que les dones 29.777 $. La renda per capita de la població era de 18.510 $. Aproximadament el 9,3% de les famílies i l'11,4% de la població estaven per davall del llindar de pobresa.

## Poblacions més properes
El següent diagrama mostra les poblacions més properes.